# Vicente Javier Torres Ramis
Vicente Javier Torres Ramis (nascido em 14 de junho de 1974) é um nadador paralímpico espanhol, que disputa diferentes provas. No Campeonato Europeu IPC de 2009, conquistou duas medalhas de ouro: nos 150 metros medley individual, da classe SM4, e no revezamento 450 metros medley (20 pontos). Na ocasião, ficou com o bronze nos 50 metros borboleta da classe S5. Foi condecorado com a medalha de ouro da Real Ordem ao Mérito Esportivo.
Em maio de 2012, apresentou o Festival Internacional de Cinema Maremostra.

## Paralimpíadas
Participou, representando a Espanha, de cinco edições dos Jogos Paralímpicos — Atlanta 1996, Sydney 2000, Atenas 2004, Pequim 2008 e Londres 2012 — tendo ganho a medalha de ouro em 1996.